# Tweede Kamerverkiezingen in het kiesdistrict Goes (1848-1878)
Tweede Kamerverkiezingen in het kiesdistrict Goes (1848-1878) geeft een overzicht van verkiezingen voor de Nederlandse Tweede Kamer in het kiesdistrict Goes in de periode 1848-1878.
Het kiesdistrict Goes werd ingesteld na de grondwetsherziening van 1848. Tot het kiesdistrict behoorden de volgende gemeenten: Baarland, Bath, Borssele, Boschkapelle, Clinge, Driewegen, Ellewoutsdijk, Goes, Graauw en Langendam, 's-Gravenpolder, 's-Heer Abtskerke, 's-Heer Arendskerke, 's-Heer Hendrikskinderen, 's-Heerenhoek, Heinkenszand, Hengstdijk, Hoedekenskerke, Hontenisse, Hulst, Kapelle, Kattendijke, Kloetinge, Krabbendijke, Kruiningen, Nisse, Ossenisse, Oudelande, Ovezande, Rilland, Schore, Sint Jansteen, Stoppeldijk, Waarde, Wemeldinge, Wolphaartsdijk en Yerseke.
In 1850 werd de indeling van het kiesdistrict gewijzigd. De gemeenten Boschkapelle, Clinge, Graauw, Hengstdijk, Hulst, Sint Jansteen en Stoppeldijk werden toegevoegd aan het kiesdistrict Middelburg. Tevens werd een gedeelte van het kiesdistrict Zierikzee (de gemeenten Colijnsplaat, Kats, Kortgene, Oud-Vossemeer, Poortvliet, Scherpenisse, Sint Maartensdijk, Tholen en Wissenkerke) toegevoegd aan het kiesdistrict Goes.
In 1864 werd de indeling van het kiesdistrict wederom gewijzigd. De gemeenten Hontenisse en Ossenisse werden toegevoegd aan het kiesdistrict Middelburg. Tevens werd een gedeelte van het kiesdistrict Zierikzee (de gemeenten Sint Annaland, Sint Philipsland en Stavenisse) toegevoegd aan het kiesdistrict Goes.
Het kiesdistrict Goes vaardigde in dit tijdvak per zittingsperiode één lid af naar de Tweede Kamer. 
Legenda
- cursief: in de eerste verkiezingsronde geëindigd op de eerste of tweede plaats, en geplaatst voor de tweede ronde;
- vet: gekozen als lid van de Tweede Kamer.

## 30 november 1848
De verkiezingen werden gehouden na ontbinding van de Tweede Kamer, na inwerkingtreding van de herziene grondwet.
|                    | 30 november | 9 december |
| ------------------ | ----------- | ---------- |
| Kiesgerechtigden   | 739         | 739        |
| Opkomst            | 607         | 562        |
| Geldige stemmen    | 598         | 550        |
| Blanco stemmen     | 9           | 10         |
| Kandidaten         |             |            |
| P.J. Bachiene      | 259         | 324        |
| J.J. van Deinse    | 246         | 226        |
| R.B. van den Bosch | 23          |            |
| A. Kakebeeke       | 8           |            |
| W. Versluijs       | 8           |            |

## 27 augustus 1850
De verkiezingen werden gehouden na ontbinding van de Tweede Kamer, na inwerkingtreding van de Kieswet.
|                  | 27 augustus | 11 september |
| ---------------- | ----------- | ------------ |
| Kiesgerechtigden | 1.166       | 1.166        |
| Opkomst          | 650         | 670          |
| Geldige stemmen  | 648         | 657          |
| Blanco stemmen   | 3           | 9            |
| Kandidaten       |             |              |
| P.J. Bachiene    | 259         | 379          |
| J.J. van Deinse  | 191         | 278          |
| G.A. Fokker      | 150         |              |

## 17 mei 1853
De verkiezingen werden gehouden na ontbinding van de Tweede Kamer.
|                  | 17 mei |
| ---------------- | ------ |
| Kiesgerechtigden | 1.180  |
| Opkomst          | 948    |
| Geldige stemmen  | 902    |
| Blanco stemmen   | 15     |
| Kandidaten       |        |
| J.J. van Deinse  | 508    |
| P.J. Bachiene    | 318    |

## 10 juni 1856
De verkiezingen werden gehouden vanwege de afloop van de zittingstermijn van het gekozen lid. 
|                     | 10 juni |
| ------------------- | ------- |
| Kiesgerechtigden    | 1.234   |
| Opkomst             | 828     |
| Geldige stemmen     | 788     |
| Blanco stemmen      | 17      |
| Kandidaten          |         |
| J.J. van Deinse     | 409     |
| B.P.G. van Diggelen | 320     |
| J.H.L. Vader        | 20      |

## 31 augustus 1859
Joannes van Deinse, gekozen bij de verkiezingen van 10 juni 1856, trad op 12 juli 1859 af vanwege zijn benoeming als president van de arrondissementsrechtbank te Goes. Om in de ontstane vacature te voorzien werd een tussentijdse verkiezing gehouden.
|                           | 31 augustus |
| ------------------------- | ----------- |
| Kiesgerechtigden          | 1.305       |
| Opkomst                   | 847         |
| Geldige stemmen           | 815         |
| Blanco stemmen            | 8           |
| Kandidaten                |             |
| B.P.G. van Diggelen       | 503         |
| I.D. Fransen van de Putte | 201         |
| A. Gelick                 | 61          |
| J.W. Vader                | 17          |

## 12 juni 1860
De verkiezingen werden gehouden vanwege de afloop van de zittingstermijn van het gekozen lid. 
|                           | 12 juni |
| ------------------------- | ------- |
| Kiesgerechtigden          | 1.305   |
| Opkomst                   | 871     |
| Geldige stemmen           | 845     |
| Blanco stemmen            | 8       |
| Kandidaten                |         |
| B.P.G. van Diggelen       | 569     |
| I.D. Fransen van de Putte | 236     |
| J.K. van Baalen           | 21      |

## 14 juni 1864
De verkiezingen werden gehouden vanwege de afloop van de zittingstermijn van het gekozen lid. 
|                        | 14 juni | 28 juni |
| ---------------------- | ------- | ------- |
| Kiesgerechtigden       | 1.339   | 1.339   |
| Opkomst                | 966     | 1.039   |
| Geldige stemmen        | 930     | 1.028   |
| Blanco stemmen         | 6       | 4       |
| Kandidaten             |         |         |
| J.H. de Laat de Kanter | 235     | 527     |
| P.H. Saaymans Vader    | 281     | 501     |
| C.J. Pické             | 207     |         |
| O. Verhagen            | 189     |         |

## 30 oktober 1866
De verkiezingen werden gehouden na ontbinding van de Tweede Kamer.
|                               | 30 oktober | 13 november |
| ----------------------------- | ---------- | ----------- |
| Kiesgerechtigden              | 1.358      | 1.358       |
| Opkomst                       | 1.127      | 1.109       |
| Geldige stemmen               | 1.112      | 1.104       |
| Blanco stemmen                | 7          | 3           |
| Kandidaten                    |            |             |
| P.H. Saaymans Vader           | 303        | 611         |
| J.H. de Laat de Kanter        | 501        | 493         |
| J.G.H. van Tets van Goudriaan | 160        |             |
| J.J. van Deinse               | 132        |             |

## 22 januari 1868
De verkiezingen werden gehouden na ontbinding van de Tweede Kamer.
|                     | 22 januari |
| ------------------- | ---------- |
| Kiesgerechtigden    | 1.421      |
| Opkomst             | 1.072      |
| Geldige stemmen     | 1.063      |
| Blanco stemmen      | 8          |
| Kandidaten          |            |
| P.H. Saaymans Vader | 585        |
| C.J. Pické          | 410        |
| O. Verhagen         | 57         |

## 13 juni 1871
De verkiezingen werden gehouden vanwege de afloop van de zittingstermijn van het gekozen lid. 
|                             | 13 juni |
| --------------------------- | ------- |
| Kiesgerechtigden            | 1.489   |
| Opkomst                     | 1.153   |
| Geldige stemmen             | 1.123   |
| Blanco stemmen              | 7       |
| Kandidaten                  |         |
| P.H. Saaymans Vader         | 698     |
| C.P. Lenshoek               | 367     |
| J.J. Pompe van Meerdervoort | 26      |

## 8 juni 1875
De verkiezingen werden gehouden vanwege de afloop van de zittingstermijn van het gekozen lid. 
|                     | 8 juni |
| ------------------- | ------ |
| Kiesgerechtigden    | 1.601  |
| Opkomst             | 1.280  |
| Geldige stemmen     | 1.264  |
| Blanco stemmen      | 14     |
| Kandidaten          |        |
| P.H. Saaymans Vader | 719    |
| M.J. de Witt Hamer  | 531    |

## Voortzetting
In 1878 werd het kiesdistrict Goes omgezet in een meervoudig kiesdistrict, waaraan gedeelten van de kiesdistricten Breda (de gemeenten Bergen op Zoom, Huijbergen, Ossendrecht, Putte en Woensdrecht) en Middelburg (de gemeenten Clinge, Graauw en Langendam, Hengstdijk, Hontenisse, Hulst, Ossenisse, Sint Janssteen en Stoppeldijk) toegevoegd werden.